# Usambarabülbül
Der Usambarabülbül (Phyllastrephus albigula, Syn.: Phyllastrephus debilis albigula; Phyllastrephus rabai albigula; Macrosphenus albigula) ist eine Vogelart aus der Familie der Bülbüls (Pycnonotidae).
Bis vor kurzem wurde die Art als konspezifisch mit dem Gnombülbül (Phyllastrephus debilis) angesehen, im Jahre 2011 aber aufgrund genetischer Unterschiede, der angedeutet grauen Brust, den graueren Brustseiten, dem Fehlen von Gelb auf der Unterseite als eigenständige Art abgetrennt.
Der Vogel ist endemisch in Tansania in den Usambara-Bergen und Nguru Mountains.
Der Lebensraum beschränkt sich auf hochgewachsenen feuchten tropischen oder subtropischen Bergwald von 600–1600 (Nguru) bis 2150 m (Usambara).
Der Artzusatz kommt von lateinisch albus ‚weiß‘ und lateinisch gula ‚Kehle‘.
Dieser Vogel ist ein Standvogel.

## Merkmale
Der Vogel ist 13–14 cm groß, das Männchen wiegt 13–19, das Weibchen 13–17 g, ein sehr kleiner, blassäugiger Bergbülbül in Osttansania. Die Stirn ist grau, Scheitel und Nacken in olivgrün übergehend, die Oberseite ist etwas dunkler. Kinn und Kehle sind gräulich, die übrige Unterseite ist dunkler und deutlicher grau mit variabler blasser gelber Strichelung. Charakteristisch ist das Dunkelgrau an Brust und Flanke, dort mit etwas Grünlich. Nur in der Bauchmitte ist etwas Weiß. Die Unterschwanzdecken sind gelb-olivfarben, auffallend ist ein heller gelber Axillarfleck. Der Oberschnabel ist schwärzlich, ansonsten ist der Schnabel hornfarben, die Augen sind gelb oder gelblich-orange, die Beine sind grau, dunkelgrau oder mit etwas Gelb. Hauptunterschied zum Gnombülbül liegt in der Färbung der Unterseite.
Die Art ist monotypisch.

## Stimme
Der Ruf des Männchens wird als gurgelndes „chrrrrrr“ beschrieben. Die Lautäußerungen unterscheiden sich nicht von denen des Gnombülbüls.

## Lebensweise
Nahrung und Brutzeit dürfte denen des Gnombülbüls (Phyllastrephus debilis) entsprechen, genauere Daten liegen nicht vor.

## Gefährdungssituation
Der Bestand gilt als potentiell gefährdet (Near Threatened) aufgrund des begrenzten Ausbreitungsgebietes.